# Fumiya Sugiura
Fumiya Sugiura (japanisch 杉浦 文哉 Sugiura Fumiya}; * 23. September 1999 in Anjō, Präfektur Aichi) ist ein japanischer Fußballspieler.

## Karriere
Fumiya Sugiura erlernte das Fußballspielen in der Jugendmannschaft von Nagoya Grampus sowie in der Universitätsmannschaft der Meiji-Universität. Seinen ersten Profivertrag unterschrieb er am 1. Februar 2022 bei Mito Hollyhock. Der Verein aus Mito, einer Stadt in der Präfektur Ibaraki, spielt in der zweiten japanischen Liga. Sein Zweitligadebüt gab Fumiya Sugiura am 9. März 2022 (1. Spieltag) im Auswärtsspiel gegen Ōita Trinita. Hier stand er in der Startelf und wurde in der 56. Minute gegen Kazuma Takai ausgewechselt. Das Spiel endete 1:1. In seiner ersten Saison bestritt er 18 Zweitligaspiele.